# Benjamin Schachor

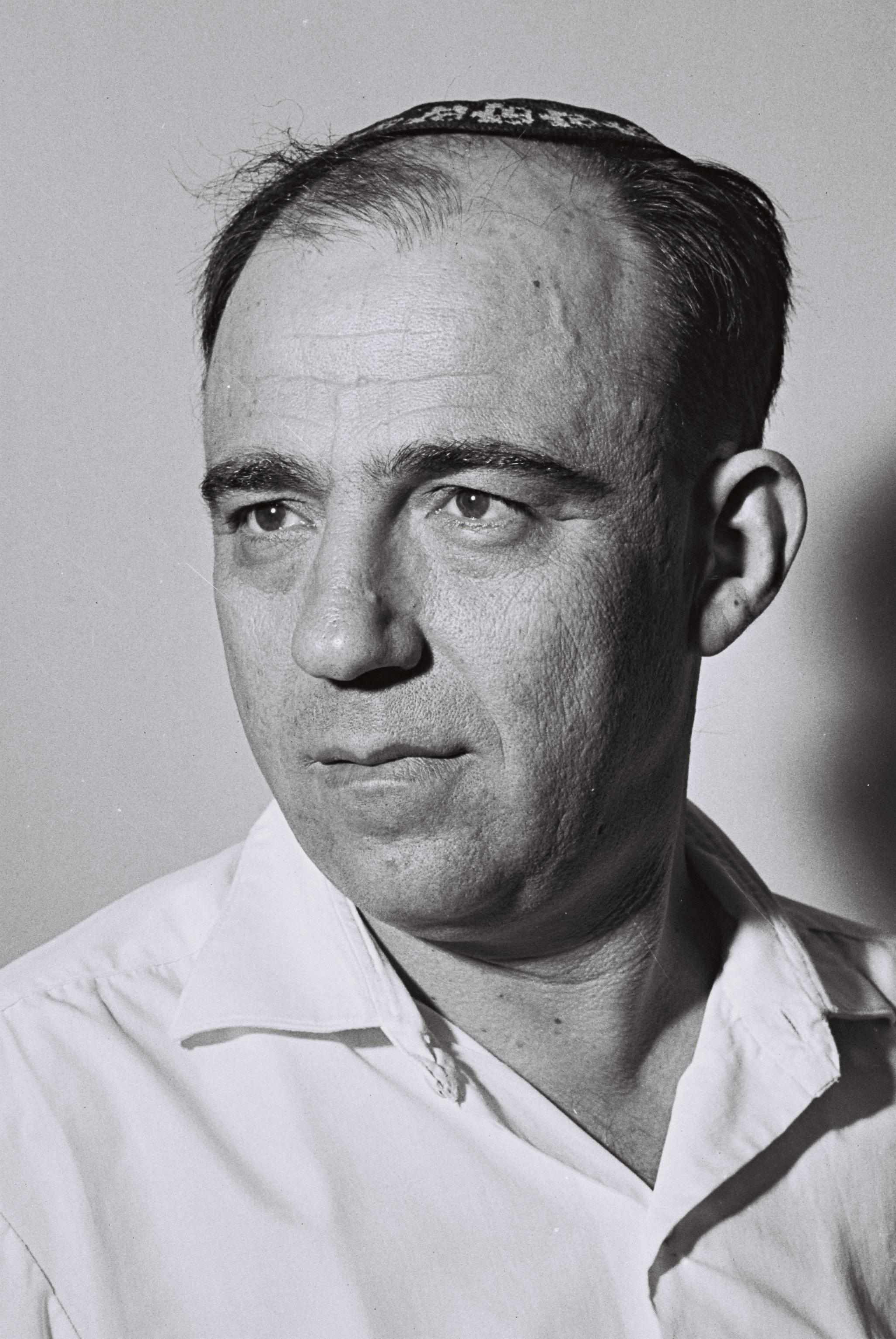
Benjamin Schachor, 1959

Benjamin Schachor (hebräisch בנימין שחור; * 1916 in Jerusalem; † 26. November 1979) war ein israelischer Politiker.

## Leben
Benjamin Schachor erhielt eine religiöse Ausbildung. 1929 war er Mitglied der Bne Akiwa und wurde einer ihrer Leiter. 1939 gehörte er zu den Gründern der Bne Akiwa Jeschiwa in Kfar Haroeh (כְּפַר הָרֹאֶ"ה). Von 1959 bis 1974 war Schachor Knessetabgeordneter der nationalreligiösen Partei (Mafdal). Er wurde am 1. Februar 1966 zum stellvertretenden Minister für Dienstleistungen zur Religionsausübung ernannt und übte dieses Amt bis zum 17. November 1969 aus.